# Záblatí (Žďár nad Sázavou-i járás)
Záblatí település Csehországban, a Žďár nad Sázavou-i járásban. Záblatí Ruda, Vlkov, Velká Bíteš és Osová Bítýška településekkel határos. Lakosainak száma 284 fő (2024. január 1.).

## Népesség
A település lakosságának változását az alábbi diagram mutatja:
| Lakosok száma | 274  | 242  | 230  | 186  | 173  | 168  | 204  | 221  | 268  | 284  |
|               | 1869 | 1890 | 1921 | 1950 | 1980 | 2001 | 2017 | 2019 | 2022 | 2024 |